# Hlothhere av Kent
Hlothhere av Kent, död 685, var en engelsk monark. Han var kung av Kent 673–685. 